# 森繁久彌のおやじは熟年
『森繁久彌のおやじは熟年』（もりしげひさやのおやじはじゅくねん）は、テレビ朝日系列の「ゴールデン劇場」（毎週木曜日21:00 - 21:54）の枠で、1981年（昭和56年）3月19日から同年7月30日まで放送されていたテレビドラマ。全20話。

## 概要
「67歳は熟年だ」とこだわって自称する、製陶会社「大文字製陶」（ダイトー）の会長・大文字泰助は、社長の長男・修一を差し置いて依然、会社経営の上で権力を揮っていた。ある日、工事現場の事故で亡くなった出稼ぎ労働者が、泰助の軍隊時代の上官で元大隊長だったと知って、泰助はショックを受けた。これをきっかけに泰助は、修一に会社を任せ、守衛の田山勇三と専属運転手の杉友実二人の部下を連れて日本各地に散在している戦友・旧友を訪ね歩く旅をすることになった。そんな泰助たちの模様を笑い、ユーモア、日本人の心の描写などを交えて描いた。
『1980年代全ドラマクロニクル』（TV LIFE（学研パブリッシング）編集部編）においては「現代版水戸黄門漫遊記」とも紹介され、「生に近い緊張感を出すため、時にリハーサル抜きで本番に臨むことも試していた」という収録の舞台裏も紹介されている。

## 出演
- 大文字泰助：森繁久彌
ダイトー会長、67歳〜68歳。会社でワンマンぶりを発揮している。太平洋戦争終戦直後に亡き妻・恭子と結婚、婿入り。当時町工場だったダイトーを大企業に育て上げた。
- 杉友実：犬塚弘
泰助の運転手、51歳〜52歳。若い頃はヤクザだったが、25歳で足を洗い、その後は酒・博打・女には目もくれないほど真面目になった。無口。
- 田山勇三：坂上二郎
ダイトーの守衛、46歳〜47歳。昭和20年代は泰助の部下。ダイトーの下請け工場を経営していたことがあったが、この時は失敗。陽気な性格で若手社員からも好感を持たれている。今はやもめ暮らし。
- 大文字修一：長谷川哲夫
ダイトー社長、42歳〜43歳。父を越えられない自分に腹立たしく思い、悩んでいる。泰助の実子ではないことから、父は後継者に高史を指名するのではと疑っている。
- 大文字高史：竹脇無我
36歳。エレクトロニクス会社で技術部長を務める。戸籍上では次男だが、泰助と恭子の間の最初の実子。マンションで一人暮らし。亡き親友の妻・雪子を慕っている。
- 大文字冴子：藤村志保
修一の妻、40歳。父は外交官で、不自由なく上品に育ち、またわがままなところもある。泰助が粗野ぶりなのを疎ましく思い、時々引退を迫っている。
- 大文字健介：鶴見辰吾
修一の息子で、泰助の孫。
- 大文字のぞみ：比企理恵 - 修一の娘
- 杉友まつ子：春川ますみ
実の妻、44歳。夫とは対照的にお喋りで、時折口が悪い。夫の過去については気にしていない。
- 杉友京子：浜田朱里
実の長女、18歳。ダイトー世田谷工場に勤務。母親似で明るく活発。健介と知り合って交際を始める。
- 杉友信一郎：中村英生 - 実の長男
- 杉友信二郎：矢葺義晴 - 実の次男
- 杉友ゆかり：原理英子 - 実の次女
- 小山精吉：藤岡琢也
- 川合雪子：音無美紀子
泰助の秘書、30歳。未亡人で、男児が居る。亡き夫の親友・高史を慕っている。泰助に気に入られ、時々泰助との再婚を勧められているものの、いつも笑ってごまかしている。
- 佐伯部長：牟田悌三
- 赤ちょうちんの男：佐藤蛾次郎

（出典：）

### ゲスト出演
第1話
- 医師：久米明
- 小谷善市：下元勉

第2話
- 小谷信子：宮本信子
- 小谷南平：松山英太郎

第3話
- 安田：安部徹

第4話
- 天童竹三郎：伴淳三郎
- 天童松太郎：沢竜二
- 岡本茉利

第5話
- 竜夫：田村亮
- 千鶴子：五十嵐淳子 - 竜夫の妻
- 時造：佐野浅夫 - 竜夫の父

第6話
- 佐代：藤間紫
- 桜木健一

第8話
- 浅見：芦田伸介
- 浅見晶子：木村理恵
- 良二：風間杜夫

第9話
- 高松：加藤嘉
- 高松みつ江：泉ピン子

第10話　
- 庄平：永井智雄
- 俊作：下條アトム - 庄平の長男
- 岩井友見

第11話
- 芳江：夏純子
- 音吉：西村晃
- 堀越陽子

第12話
- 稲村：大木実
- 稲村克己：貞永敏
- 新井康弘

第13話
- 美江子：奈良富士子
- 三上：中島久之

第14話
- 民子：赤木春恵 - ラーメン屋のおかみ
- 寅吉：江戸家猫八
- 三千代：風美圭 - 寅吉の娘

第15話
- 松本竜男：工藤堅太郎
- 珠子：根岸季衣

第16話
- 松原吾郎：芦屋雁之助
- 松原満江：荒木道子 - ホテル社長
- 松原美佐子：岡江久美子
- 健一：岩谷隆広（現・谷隼人） - ホテル専務

第17話
- 深田加代子：久慈あさみ
- 神保美喜
- 須賀不二男

第18話
- 島田：浜村純
- 王兆玄：寺田農
- 三浦リカ

第19話
- 岡本ふさえ：月丘夢路
- 岡本信子：服部妙子
- 岡本光夫：岩瀬威司
- 十勝花子

第20話
- 静江：三宅邦子 - 雪子の義母
- 安岡：浜田寅彦
- ボニージャックス

## スタッフ
- 制作：逸見稔
- プロデューサー：岡田祐介、和久哲也、木村幹(テレビ朝日)
- プロデューサー補：前田恵三
- 脚本：金子成人、柴英三郎、大西信行、田口耕三、井手俊郎、窪田篤人、長谷川公之、北村篤子、大林清、須崎勝彌
- 演出：河野和平、橋本信也
- 演出補：渡辺茂 ほか
- 音楽：いずみたく
- 制作協力：東通、渋谷ビデオスタジオ
- 制作：オフィス・ヘンミ、テレビ朝日

## 主題歌
ボニージャックス『男と男が飲む酒は』（作詞：山上路夫、作曲：いずみたく）

## 放映リスト
| 各話   | 放送日        | サブタイトル           | 脚本       | 演出     |
| ------ | ------------- | ---------------------- | ---------- | -------- |
| 第1話  | 1981年3月19日 | （サブタイトル無し）   | 金子成人   | 橋本信也 |
| 第2話  | 1981年3月26日 | いざゆかん出発の軍歌   | 金子成人   | 橋本信也 |
| 第3話  | 1981年4月2日  | 嘘つき仲人大作戦       | 柴英三郎   | 橋本信也 |
| 第4話  | 1981年4月9日  | 旅役者天童竹三郎       | 大西信行   | 橋本信也 |
| 第5話  | 1981年4月16日 | 春爛漫夫婦だんご       | 田口耕三   | 橋本信也 |
| 第6話  | 1981年4月23日 | 勘違いの恋             | 井手俊郎   | 河野和平 |
| 第7話  | 1981年4月30日 | 家出出産大混乱!        | 田口耕三   | 河野和平 |
| 第8話  | 1981年5月7日  | 許されざる結婚         | 田口耕三   | 橋本信也 |
| 第9話  | 1981年5月14日 | よい嫁? 悪い嫁?        | 窪田篤人   | 河野和平 |
| 第10話 | 1981年5月21日 | 盗まれた浮世絵         | 長谷川公之 | 河野和平 |
| 第11話 | 1981年5月28日 | 勘当されたダメ親父!    | 田口耕三   | 橋本信也 |
| 第12話 | 1981年6月4日  | 鉄拳は愛の証し         | 田口耕三   | 河野和平 |
| 第13話 | 1981年6月11日 | 憧れの君に瓜二つ       | 窪田篤人   | 河野和平 |
| 第14話 | 1981年6月18日 | 愛情ラーメン一丁あがり | 田口耕三   | 橋本信也 |
| 第15話 | 1981年6月25日 | 戦友の娘は何者?        | 北村篤子   | 橋本信也 |
| 第16話 | 1981年7月2日  | 風呂番が社長さん       | 大西信行   | 河野和平 |
| 第17話 | 1981年7月9日  | 慰問袋のマドンナ       | 大林清     | 橋本信也 |
| 第18話 | 1981年7月16日 | 鳩ピッポ               | 須崎勝彌   | 橋本信也 |
| 第19話 | 1981年7月23日 | 孫はかすがい           | 窪田篤人   | 河野和平 |
| 第20話 | 1981年7月30日 | それぞれの出発         | 田口耕三   | 橋本信也 |

## 「熟年」とのかかわり
本作が放映されたのは、「熟年」という言葉が社会で広く使われ始めるようになった時期であった。主演の森繁は、まだこの言葉が一般的ではなかった1977年に、60歳から80歳までの年齢層を「熟年」と呼ぶことを提唱した原三郎（東京医科大学名誉教授）本人から、パーティーで直接説明を受けている。以後、森繁もこの意見に賛同し、1980年に放映されたテレビドラマ『機の音』（『24時間テレビ 「愛は地球を救う」』内）出演の際、新聞の取材で「60歳から80歳は熟年ですよ」と答えている。本作で森繁が演じた大文字も「67歳は熟年」と主張する人物で、この点は自身の持論と重なっていた。